# Johann Martin Andreas Neumann

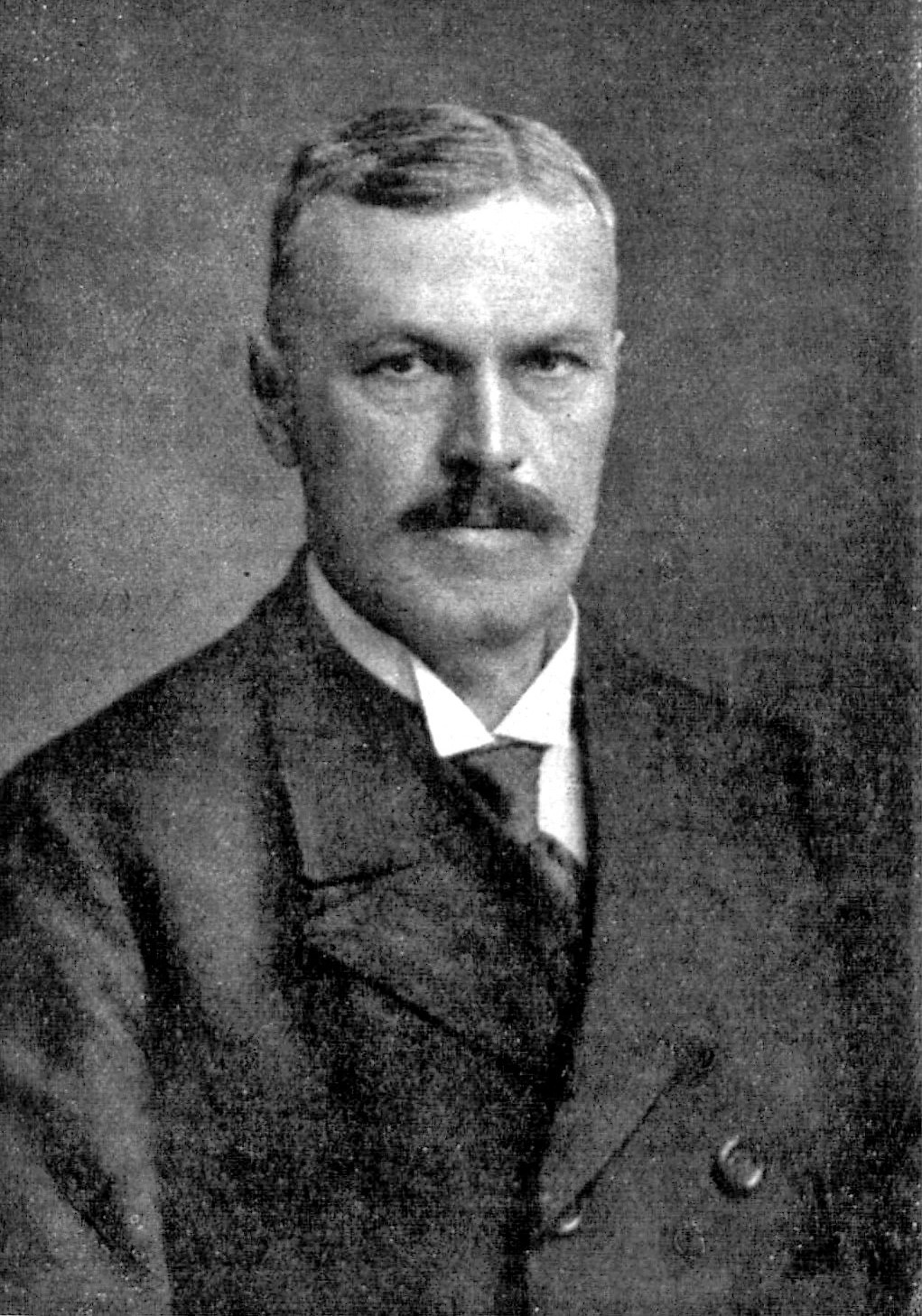
Bürgermeister Andreas Neumann

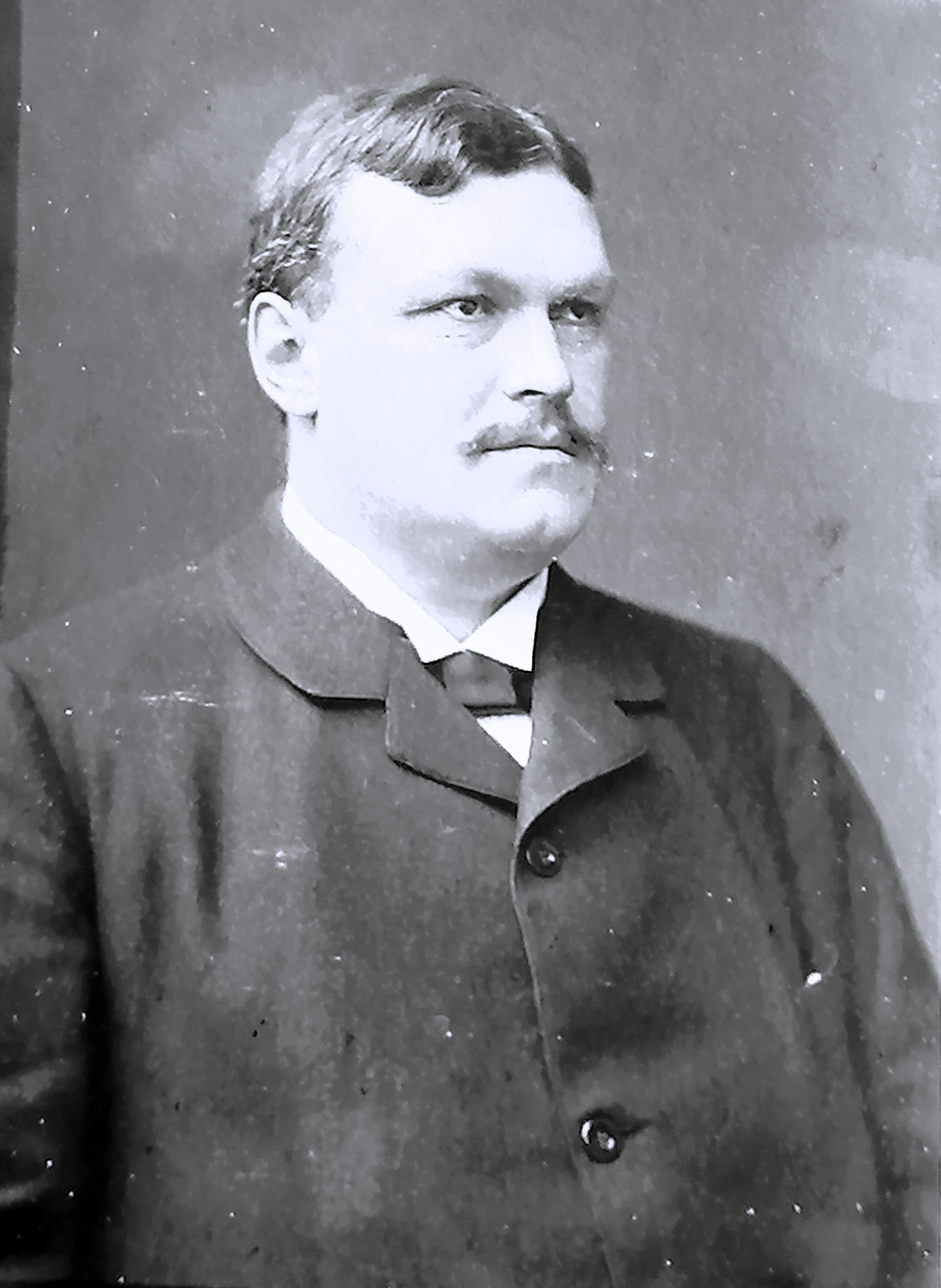
Senator Andreas Neumann

Johann Martin Andreas Neumann (* 16. August 1865 in Lübeck; † 7. April 1928 ebenda) war ein deutscher Richter am Landgericht Lübeck, Senator und Bürgermeister der Hansestadt Lübeck.

## Leben

### Herkunft
Neumann war der Sohn des gleichnamigen Rentiers Johann Martin Andreas Neumann (* 1814 in Sülze; † 1896 in Lübeck) und seiner Frau Marie Elisabeth, geb. Cordua (* 1823 in Paramaribo; † 1896 in Lübeck). Seine Mutter war die älteste Tochter des Kaufmanns Theodor Cordua mit der gemischtrassigen freigelassenen Sklavin Katharine Höft.

### Laufbahn
Nach seiner Schulzeit im Katharineum bis Ostern 1884 studierte er in Freiburg, Leipzig und Kiel Rechtswissenschaft und Nationalökonomie. Zurück in Lübeck wurde er 1889 Referendar und nach drei Jahren zum Assessor ernannt, im Jahr darauf Richter.
Kurz darauf begann sein Wirken in der Öffentlichkeit. Sein Wirken im Kreise der Gesellschaft zur Beförderung gemeinnütziger Tätigkeit, welche ihn bald in den Vorstand berief, beim deutschen Abend, Alldeutschen Verband sowie vielen nationalen und Wohlfahrtsbestrebungen machten ihn bekannt. 1899 wurde er in die Bürgerschaft gewählt.  Als Chef des Verwaltungsausschusses  des Scherl-Verlages besaß er maßgebenden Einfluss im Medienkonzern. Zusammen mit Emil Possehl, der einst zu den Gründungsmitgliedern des Verbandes gehörte, war er 1912 in Berlin Mitbegründer des Wehrvereins. Sowohl er, als auch Possehl spendeten 1916 je 50000 Mark für den Ankauf und Aufbau der „Deutschen Zeitung“ als Verbandsorgan.
Im September des Jahres 1904 wurde das Bürgerschaftsmitglied zum Senator der Stadt erwählt. Anders als sonst üblich gestaltete sich der Verlauf der Dinge: Da der Neuerwählte sich zu jenem Zeitpunkte auf einer Reise in Amerika befand, musste er telegraphisch befragt werden. Der präsidierende Bürgermeister, Heinrich Klug, hielt somit erst 24 Stunden später Neumanns Bereitwilligkeitserklärung in seinen Händen.

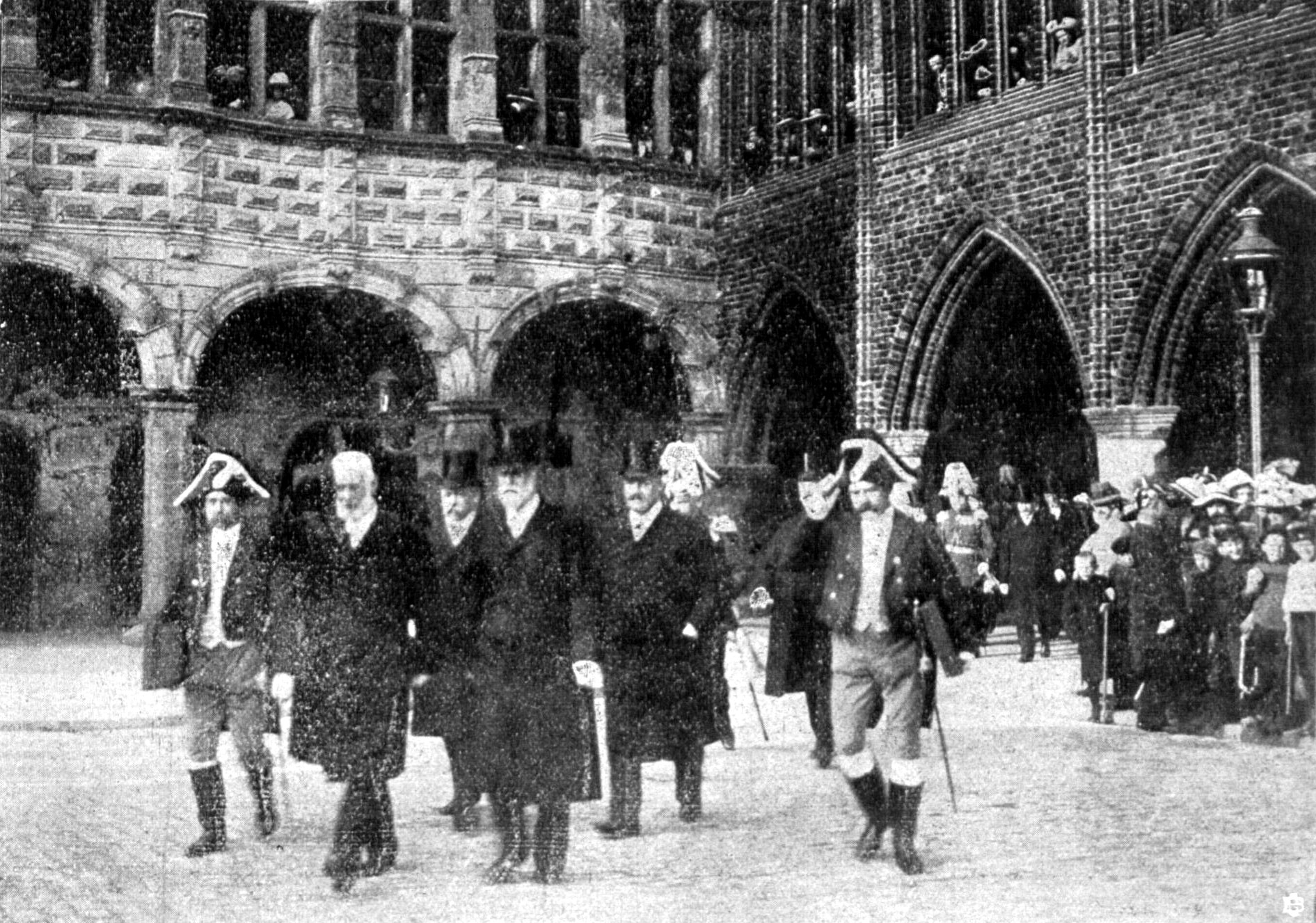
Neumann, zweite Reihe rechts, auf dem Weg zum Schmücken der Regimentsfahnen

1912 verlieh die Stadt den Bataillonen seines Regiments je zwei traditionsstiftende Fahnenbänder. Am 17. Mai schmückten die Senatoren Johann Hermann Eschenburg und Johann Georg Eschenburg, sowie Emil Possehl und der spätere Bürgermeister die Fahnen auf dem lübeckischen Marktplatz in Gegenwart des Brigadegenerals (Curt von Morgen), bevor sie der Kommandeur (Thaddäus von Jarotzky) wieder entgegennahm.
Im Senat wurde er zunächst Mitglied der Justizkommission und stellvertretender Polizeiherr, Mitglied im Stadt- und Landamt sowie Vorsitzender der Militärkommission. Den Vorsitz der Finanzbehörde hatte er 1917 bis 1920, im Kirchenrat seit 1919, um nur einige zu nennen. Zum 1. Januar 1921 wurde der deutschnational eingestellte, aber parteilose Neumann als Nachfolger von Emil Ferdinand Fehling zum Bürgermeister der Stadt gewählt. Als das erste alldeutsche Verbandsmitglied wurde er Regierungschef eines der 18 Weimarer Bundesstaaten.
Neumann geriet in einen um 1924 eskalierenden politischen Konflikt mit der Lübecker SPD unter dem Reichstagsabgeordneten Julius Leber. Mit einer Volksabstimmung am 6. Januar 1924 sollten Neuwahlen erzwungen und so verhindert werden, dass die bürgerliche Minderheit in der Bürgerschaft über ihre Mehrheit im Senat den Freistaat weiterhin regierte. Dieser Versuch scheiterte jedoch mit einem Vertrauensbeweis der Wähler.
Um den Reichspräsidenten Paul von Hindenburg zu einem Besuch Lübecks zu bewegen, sandte Neumann ihm eine Einladung zu den 700-Jahr-Feierlichkeiten, zu denen in der Zeitschrift Die Woche (Heft 23 / 1926) ein von ihm verfasster mehrseitiger Bericht erschien, der Reichsfreiheit der Stadt. Die Einladung wurde nicht angenommen, und Lübeck war eines der wenigen Länder des Reiches, die nie vom Präsidenten besucht wurden.

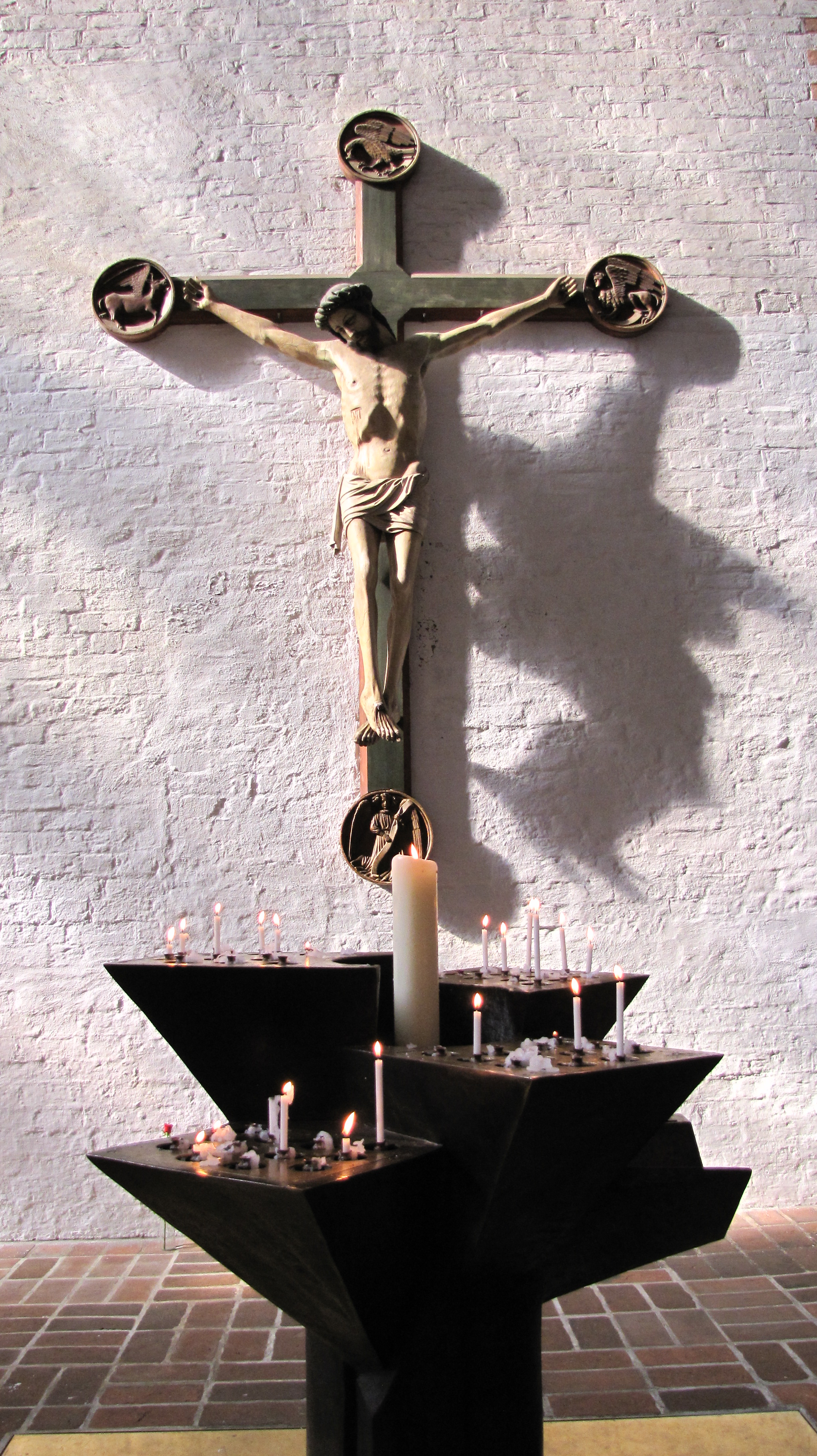
Gipsabguss des Vadstena-Kruzifix'

Zu den 700-Jahr-Feierlichkeiten schenkte Neumann seiner Stadt eine von Carl Georg Heise, seinem Schwiegersohn, konzipierte Nachbildung des Kruzifixes der Klosterkirche Vadstena. Sie wurde in der Ausstellung Lübeckische Kunst außerhalb Lübecks gezeigt und ist heute in der Marienkirche zu sehen.
1926 gab es Gerüchte, nach denen Heinrich Claß und andere Alldeutsche einen Putsch vorbereiten würden, um die Weimarer Verfassung gewaltsam zu beseitigen. Nach polizeilichen Hausdurchsuchungen wurde gegen Claß eine Voruntersuchung wegen Verdachts der Vorbereitung eines Hochverrats eröffnet, die im Oktober 1927 aus Mangel an Beweisen eingestellt wurde. Neumann soll von Claß in dessen Pläne eines Reichsputsches eingeweiht und als Reichskanzler vorgesehen sei. Aufgrund von Pressemitteilungen über seine langjährigen Freundschaften mit dem Vorsitzenden des Alldeutschen Verbandes und mit dem alldeutschen Zeitungsmagnaten Alfred Hugenberg kam es zum politischen Skandal. Rechtzeitig zu Beginn der 700-Jahr-Feier, wo Lübeck im Fokus der Aufmerksamkeit stand, wurde in der Versammlung der Bürgerschaft am 17. Mai 1926 nach Erledigung der Tagesordnung ein sozialistischer Misstrauensantrag gegen den Bürgermeister gestellt und eine auf die Sache bezügliche Anfrage unter großer Unruhe und lärmenden Zwischenrufen behandelt. Nach einer zuvor vom Bürgermeister gehaltenen Verteidigungsrede nahm die Bürgerschaft am 26. Mai den Antrag mit einfacher Mehrheit an. Diese Mehrheit bestand aus Sozialdemokraten, Demokraten – mit Ausnahme von Heinrich Görtz – und Kommunisten. Die Fraktion des Neuen Haus- und Grundbesitzervereins trug durch Stimmenthaltung mit zu diesem Ergebnis bei. Eine zweite Lesung fand am 2. Juni, dem Vorabend der 700-Jahr-Feier, mit dem Ergebnis statt, dass der Antrag mit 43 gegen 32 Stimmen bei 3 Stimmenthaltungen endgültig angenommen wurde. Am Morgen des 3. Juni 1926 trat Neumann zurück und war somit zu den Feierlichkeiten nicht mehr im Amt. Der Senat erwählte am 22. Juni den sozialdemokratischen Senator Paul Löwigt zum Bürgermeister und Senator Paul Hoff zu dessen Stellvertreter. Die bürgerlichen Mitglieder des Senats hatten auf den zweiten Posten verzichtet.
Folge des Rücktritts des Parteilosen war seine Gründung des als Sammlungsbewegung mit ins Leben gerufenen Hanseatischen Volksbundes. Dieser überflügelte noch im gleichen Jahr die SPD bei den Bürgerschaftsmandaten. Bei der Wahl zur vierten Legislaturperiode der Lübecker Bürgerschaft als Landesparlament (1926–1929), am 14. November 1926, erreichte der Hanseatische Volksbund aus dem Stand einen bedeutenden Wahlerfolg und wurde mit 44 % der Stimmen und 36 von 80 Sitzen noch vor der SPD (42,6 %; 35 Sitze) stärkste Fraktion.
Neumann war von 1907 bis 1909 Direktor der Gesellschaft zur Beförderung gemeinnütziger Tätigkeit. Neben seiner politischen Tätigkeit in der Lübecker Verwaltung war er 1917–18 im besetzten Riga Berater des Zivilgouvernements in allgemeinen, politischen und handelspolitischen Fragen. Wegen seiner Verdienste bei der Ablösung des Landesherrlichen Kirchenregiments des Senats durch die neue Kirchenverfassung der Evangelisch-Lutherischen Kirche in Lübeck von 1921 erhielt er von der Theologischen Fakultät der Christian-Albrechts-Universität Kiel den Ehrendoktor der Theologie; er war ab 1921 Vorsitzender des Hansischen Geschichtsvereins.
Am 18. Mai 1930 fand eine Feier in Westerau statt. Die Vorsteherschaft der Westerauer Stiftung hatte einst beschlossen, dem Andenken an ihren verstorbenen langjährigen Vorsitzenden durch ein Ehrenmal zu ehren. Dies geschah an jenem Tage durch die Aufstellung einer Bank im Park des Herrenhauses zu Westerau mit zahlreich vertretenden Mitgliedern der Familie Neumann.
Die Bank wurde vom Lübecker Baudirektor, Hans Pieper, entworfen und von der Firma Bruhn ausgeführt. Die Bank besteht aus schwedischen Granit und trägt mit dem Lübeckischen Wappen den Namen des verstorbenen Bürgermeisters.

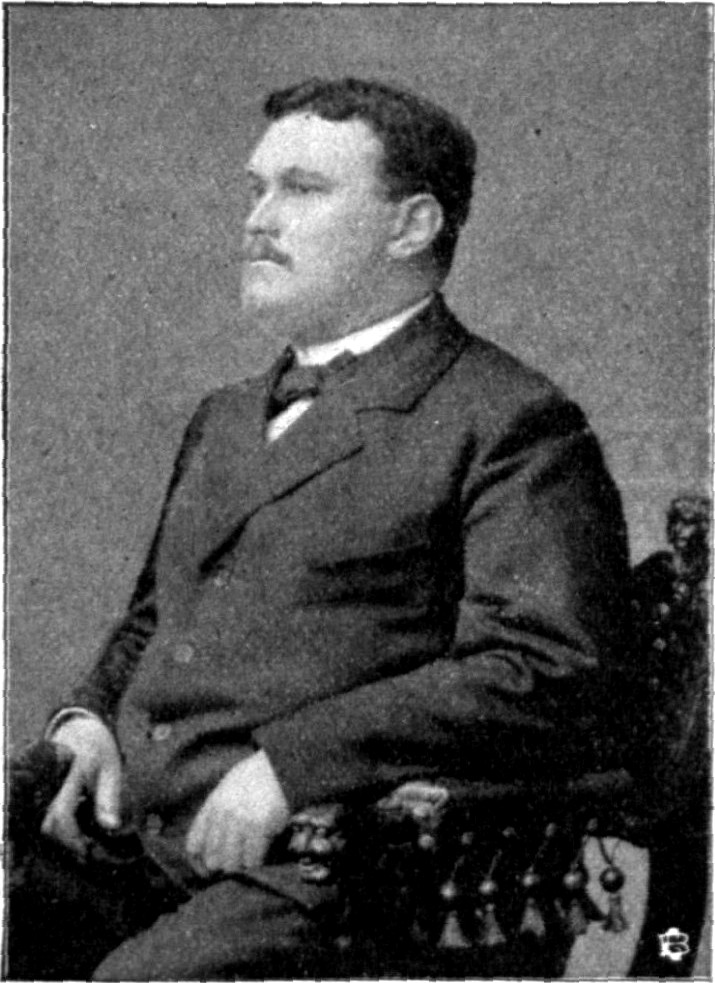
Frisch erwählter Senator (1904)
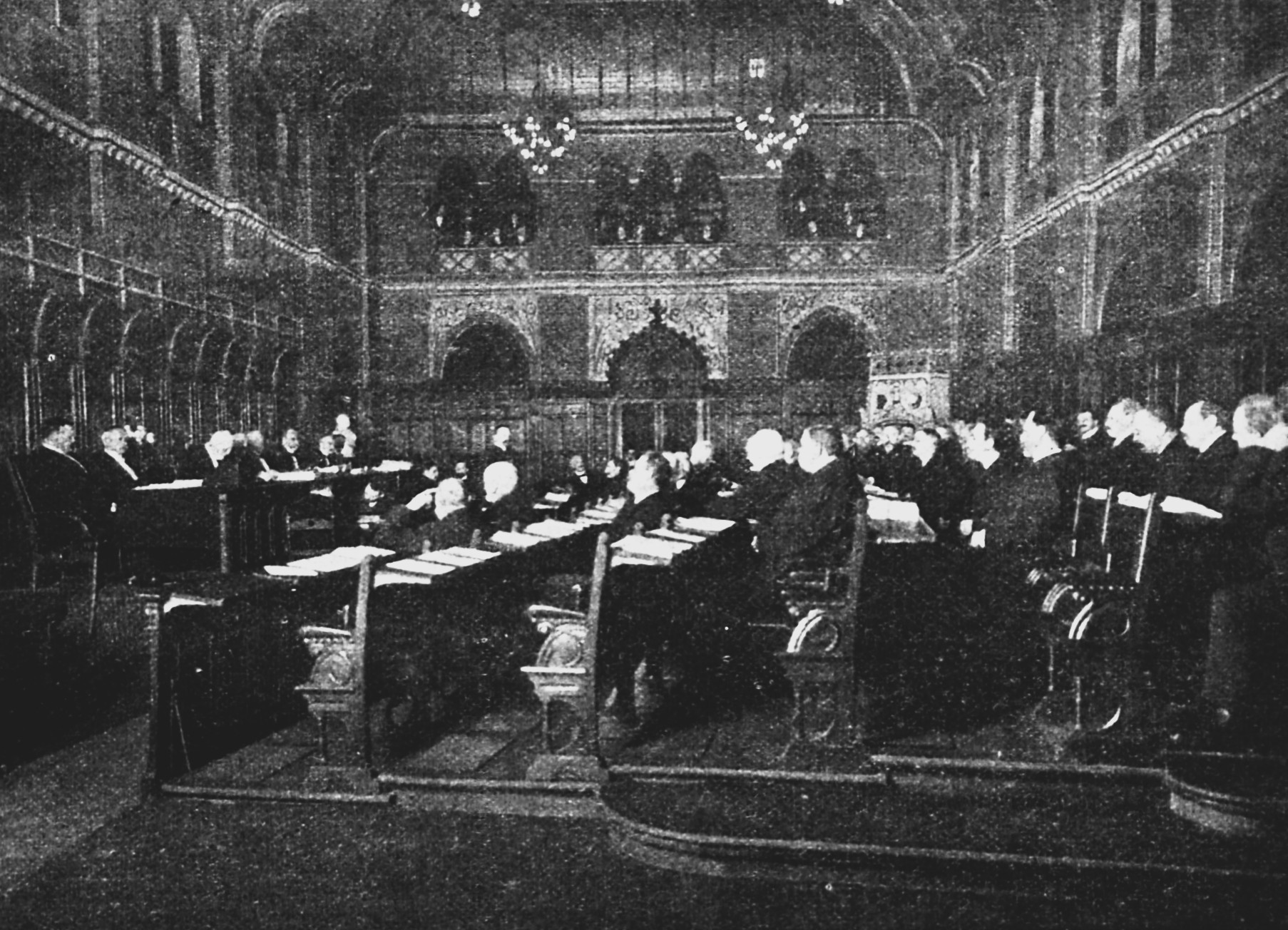
Als Kommissar des Senats mit den Wortführern bei einer Bürgerschaftssitzung auf den erhöhten Sitzen (1909)
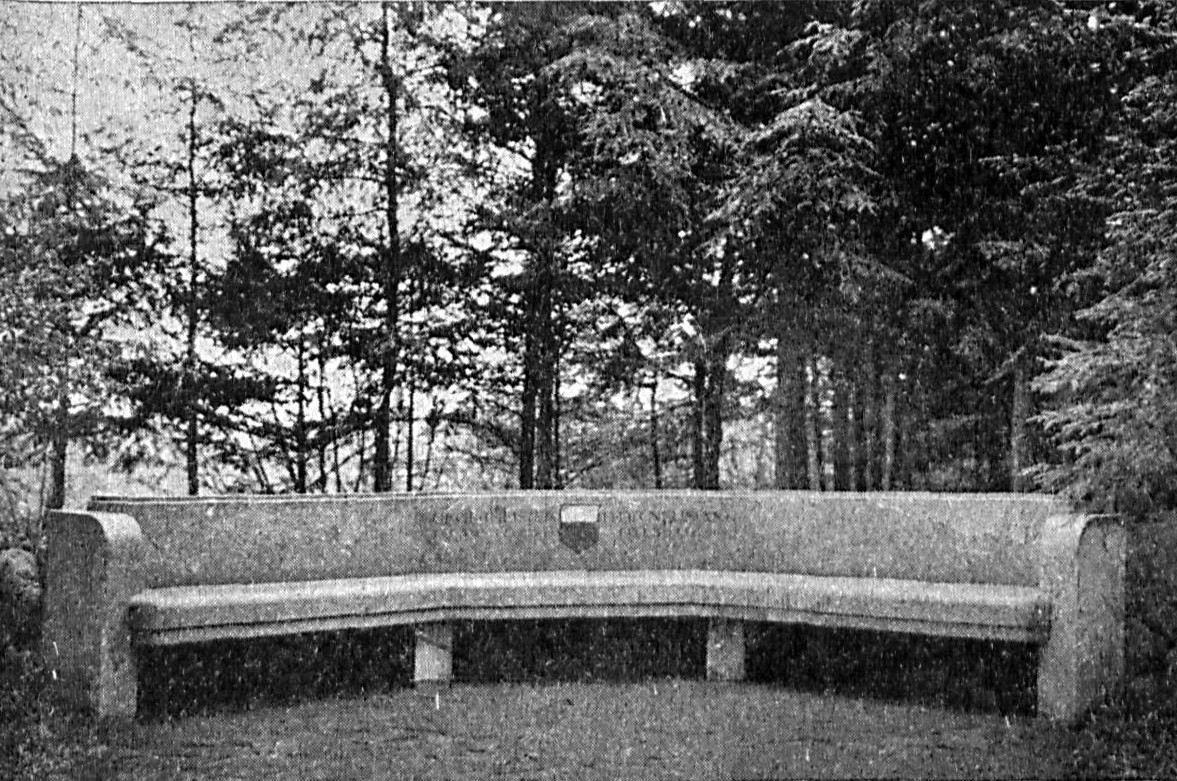
Neumann-Ehrenmal in Westerau

Nachdem er verstorben war, wurde 1933 die Rathenaustraße am Stadtpark in Bürgermeister-Neumann-Straße umbenannt.
Während des Dritten Reiches schätzte man das alldeutsche Mitglied.

### Familie
Aus seiner Ehe gingen
- Hildegard Heise (Fotografin), seit 1922 mit Carl Georg Heise verheiratet,
- Inge († 1932), verheiratet mit dem Hamburger Notar Hans-Harder Biermann-Ratjen

hervor.

## Belege
1. ↑  Egmond Codfried: Aantekeningen op de Surinamse families Codfried, Heuft, Hóft, Hoeufft, Cordua, Neumann, Mosanto, Kerster en de Faria, Academia.edu, abgerufen am 15. Februar 2020
2. ↑  Hermann Genzken: Die Abiturienten des Katharineums zu Lübeck (Gymnasium und Realgymnasium) von Ostern 1807 bis 1907. Borchers, Lübeck 1907. (Beilage zum Schulprogramm 1907), Nr. 858
3. ↑  Vaterländische Blätter (illustrierte Unterhaltungsbeilage der Lübeckischen Anzeigen); Lübeck, den 19. Dezember 1920, Nr. 6 – Artikel zur Bürgermeisterwahl vom 1. Dezember
4. ↑  Johannes Leicht: Heinrich Claß 1868-1953. Die politische Biographie eines Alldeutschen, Paderborn 2012, S. 231.
5. ↑  Lemo, Lebendiges Museum Online, Heinrich Claß. Abgerufen am 20. August 2021.
6. ↑  Vaterstädtische Blätter; Lübeck, den 4. September 1904, Artikel: Neuwahl eines Senatsmitglieds
7. ↑  Verleihung der Fahnenbänder an das Regiment „Lübeck“., in Vaterstädtische Blätter, Jahrgang 1912, Nr. 21, Ausgabe vom 26. Mai 1912, S. 81.
8. ↑  Martin Lezius: Fahnen und Standarten der alten preußischen Armee. Franckh’sche Verlagsbuchhandlung, Stuttgart 1935.
9. ↑  Gerhard Ahrens; Hindenburgs Bruder liegt auf dem Burgtorfriedhof. In: Lübeckische Blätter. 21/2010
10. ↑  Deutsches Historisches Museum: Biografie Heinrich Class
11. ↑  Chronik. In: Vaterstädtische Blätter, Jahrgang 1925/26, Nr. 17, Ausgabe vom 23. Mai 1926, S. 72.
12. ↑  Chronik. In: Vaterstädtische Blätter. Jahrgang 1925/26, Nr. 18, Ausgabe vom 6. Juni 1926, S. 76.
13. 1 2  Max Knie: 15 Jahre Lübecker Zeitgeschichte. Von der Revolte bis zur nationalen Revolution, Lübeck 1933. Verlag Charles Colemann, Lübeck 1933.
14. ↑  Chronik. In: Vaterstädtische Blätter. Jahrgang 1925/26, Nr. 20, Ausgabe vom 13. Juni 1926, S. 80.
15. ↑  Chronik. In: Vaterstädtische Blätter. Jahrgang 1925/26, Nr. 21, Ausgabe vom 4. Juli 1926, S. 88.
16. ↑  Ausführlich bei Antjekathrin Graßmann: Lübeckische Geschichte. S. 692 ff.
17. ↑  Nach dem Neumann als Galionsfigur der Partei in der Legislaturperiode verstarb, fiel die HVB, bei konstant bleibenden Anteil der SPD, auf den zweiten Platz zurück und trat, nachdem ihr Anteil 1932 auf 6 % sank, nicht mehr an.
18. ↑  Die Deutschen wollten dort zum Ende des Ersten Weltkrieges ein Vereinigtes Baltisches Herzogtum gründen.
19. ↑  Ehrung für Herrn Bürgermeister D. Dr. Neumann †; In: Vaterstädtische Blätter, Jahrgang 1929/30, Nr. 17, Ausgabe vom 24. Mai 1930.
20. ↑  1947 wurde die Umbenennung der Straße wieder aufgehoben.

| Personendaten    | Personendaten                  |
| ---------------- | ------------------------------ |
| NAME             | Neumann, Johann Martin Andreas |
| KURZBESCHREIBUNG | Bürgermeister in Lübeck        |
| GEBURTSDATUM     | 16. August 1865                |
| GEBURTSORT       | Lübeck                         |
| STERBEDATUM      | 7. April 1928                  |
| STERBEORT        | Lübeck                         |